# Stephanie Jallen
Stephanie Jallen est un skieuse handisport américaine, née le 13 février 1996.

## Biographie
Stephanie Jallen est née le 13 février 1996 à Kingston, en Pennsylvanie. Jallen est née avec le syndrome de CHILD, l'hémidysplasie congénitale avec l'ichtyose et le syndrome des anomalies des membres. Cela signifiait que la jambe gauche de Jallen devait être amputée, que son côté gauche était sous-développé et qu'elle souffrait d'éruptions cutanées. Son surnom, Hopper, vient du fait que lorsque ses membres prothétiques n'étaient pas portés, elle devait sauter. Jallen a toujours été active et a appris à jouer au football avec ses amis. Elle a une béquille mais elle l'utilise principalement pour l'équilibre et est heureuse de se tenir debout ou de bouger sur sa jambe. Dans une interview, elle a dit qu'elle ne voudrait pas que ses membres redeviennent normaux, car cela ne ferait que la rendre «ennuyeuse». Jallen étudie au King's College dans l'espoir d'obtenir un diplôme en commerce.
Stephanie Jallen, s'est qualifiée pour les Jeux paralympiques d'hiver de 2014 en compétition pour l'équipe des États-Unis et a remporté une médaille de bronze au Super-G et Super combiné.

## Carrière
Jallen a été initié au ski dans une clinique de ski d'hiver 2006 en Pennsylvanie. Ses débuts internationaux ont eu lieu en 2011. Cette année-là, elle était championne de slalom des États-Unis après être arrivée en tête de la course.
Elle a encouragé les amputés de guerre en Irak et quand elle avait onze ans en 2007, elle a parlé à Harrisburg au sénat de Pennsylvanie et leur a dit de ne pas abandonner.
En 2012, elle s'est lacérée le visage à Kimberley, en Colombie-Britannique, lors d'un événement Super-G. La plaie résultante nécessitait douze points de suture faciale. Elle s'est également fracturée le plateau du tibia et a partiellement déchiré un ligament du genou. Jallen a également subi des blessures à la tête et au dos, ainsi que des chirurgies au genou et à la cheville.
Jeux paralympiques 
Lors de ses débuts paralympiques, les Jeux paralympiques d'hiver 2014 à Sotchi, Jallen a concouru pour l'équipe américaine dans trois épreuves: le Super-G, le slalom et le super-combiné (Jallen est en compétition dans toutes les épreuves). Elle était la deuxième plus jeune membre de l'équipe nationale. Elle a terminé troisième du Super-G, terminant 5,94 secondes derrière Marie Bochet; terminant également derrière Solène Jambaqué, tous deux de France. Jallen est arrivée troisième du super combiné avec un temps de 1: 25.15 secondes, 4.74 secondes derrière Bochet, qui a gagné. Cependant, Jallen n'a pas fini le slalom et est tombée dans le slalom géant.

## Jeux paralympiques
- Pyeongchang 2018
- Sotchi 2014
  -  Médaille de Bronze en Super G debout
  -  Médaille de Bronze en Super combiné

## IPC Championnat du monde de ski alpin
- 2015 - Panorama
  - Médaille de Bronze : Slalom géant